# Sergent d'arme de la chambre des représentants des États-Unis
Pour les articles homonymes, voir Sergent d'arme.
 (février 2019).
Si vous disposez d'ouvrages ou d'articles de référence ou si vous connaissez des sites web de qualité traitant du thème abordé ici, merci de compléter l'article en donnant les références utiles à sa vérifiabilité et en les liant à la section « Notes et références ».
Le sergent d'arme de la chambre des représentants des États-Unis est un officier de la Chambre avec des responsabilités protocolaires, administratives, et dans l’exécution de lois. Il est élu au début de chaque congrès par les membres de la Chambre.

## Fonctions
Le rôle du sergent d'arme a été défini dans une des premières résolutions du 1er congrès fédéral le 14 avril 1789. 
En tant que responsable de l'application de la loi à la Chambre, le sergent d'armes est responsable de la sécurité dans l'aile de la Chambre au Capitole des États-Unis, dans les immeubles de bureaux de la Chambre, et sur les terrains adjacents. Sous la direction du président de la Chambre ou d'un autre officier président, le sergent d'arme joue un rôle essentiel dans le maintien de l'ordre et du décorum à la Chambre. 
Il est également chargé d'assurer la sécurité des membres du Congrès, du personnel, des dignitaires en visite et des touristes. Pour cette mission, il collabore avec le sergent d'armes du Sénat et l'architecte du Capitole. Ces trois fonctionnaires ainsi que du chef de la police du Capitole ex-officio composent le bureau de la police du Capitole. 

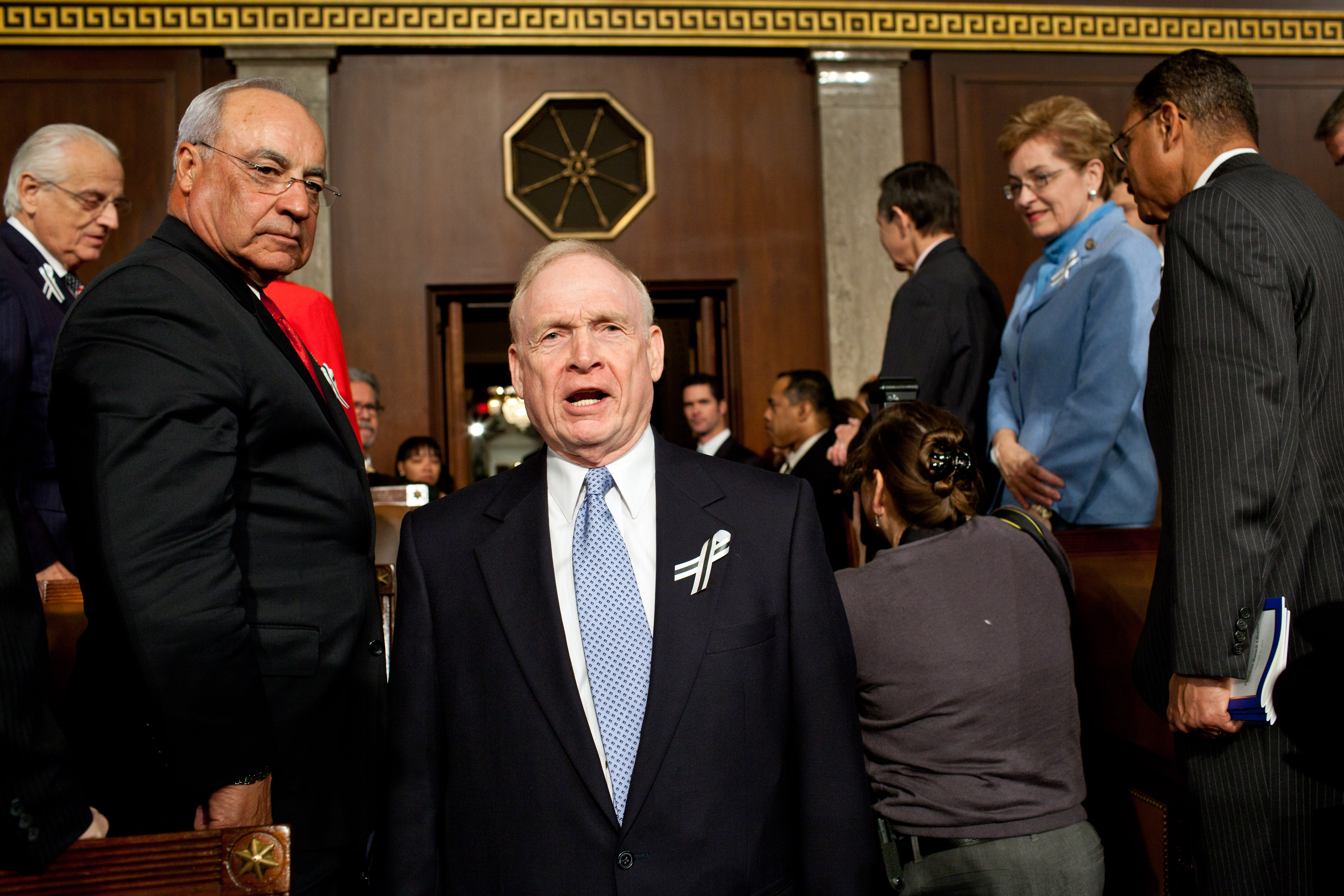
Le sergent d'armes Wilson "Bill" Livingood annonce le président Barack Obama lors de l'état de l'Union en 2011.

La coutume veut que le sergent d'arme s'acquitte de nombreuses tâches protocolaires et cérémonielles, notamment la conduite de processions officielles lors de cérémonies (inaugurations présidentielles, sessions conjointes du Congrès comme le discours sur l'état de l’Union, avant 2007), les discours officiels devant le Congrès, l'accueil et l’escorte des dignitaires étrangers en visite, la supervision des offices funéraires du Congrès. Le sergent d'arme est surtout connu pour annoncer l'arrivée du président, responsabilité prise au porte-parole de la Chambre des représentants des États-Unis lors de la suppression de ce poste en 1995. Selon la coutume, il annonce d'abord la venue de la Cour suprême, du cabinet du président et enfin du président en disant: "Monsieur (ou Madame) le Président de la Chambre, le président des États-Unis !" 
Pour les séances quotidiennes de la Chambre, le sergent d'arme porte la masse de la Chambre des représentants des États-Unis, en argent et en ébène, devant l'orateur qui se rend à la tribune. Lorsque la Chambre siège, la masse se tient sur un piédestal à droite du président de la Chambre. Lorsque le corps se constitue en comité plénier de la Chambre sur l'état de l'Union, il déplace la masse dans une position abaissée, plus ou moins à hors de vue. Conformément au règlement de la Chambre, dans les rares cas où un député devient indiscipliné, sur ordre du Président, il soulève la masse de son socle et la présente devant les contrevenants, rétablissant ainsi l'ordre. 
Il assure également des services administratifs en support aux membres de la chambre, au personnel et aux visiteurs, relativement à la sécurité de la Chambre, entre autres. 
En l'absence de quorum, les représentants présents peuvent voter pour lui ordonner de tenter de rassembler les absents.

## Bureau du guide du Capitole
En plus de siéger au conseil de police du Capitole, le sergent d'armes constituait avec le sergent d'arme du Sénat et l'architecte du Capitole le bureau du guide du Capitole. Ce bureau supervisait le service de guides du Capitole, qui proposait des visites du Capitole aux visiteurs et des services spéciaux aux touristes. Ce bureau a été aboli en 2008, ces trois personnes s'associant seulement pour le bureau de la police du Capitole. 

## Sergent d'arme adjoint
Le sergent d'arme adjoint assiste le sergent d'arme. Au sergent d'arme incombe le devoir de prendre les décisions importantes relevant de sa responsabilité, tandis que le sergent d'arme adjoint souvent les exécute. Timothy Blodgett est l'adjoint du sergent d'armes au service de Paul Irving.  

## Liste des sergents d'arme
| Nom                     | État                              | Mandat                             |
| ----------------------- | --------------------------------- | ---------------------------------- |
| Joseph Wheaton          | Rhode Island                      | 12 mai 1789 – 27 octobre 1807      |
| Thomas Dunn             | Maryland                          | 27 octobre 1807 – 5 décembre 1824  |
| John O. Dunn            | Washington (district de Columbia) | 6 décembre 1824 – 3 décembre 1833  |
| Thomas Beverly Randolph | Virginie                          | 3 décembre 1833 – 15 décembre 1835 |
| Roderick Dorsey         | Maryland                          | 15 décembre 1835 – 8 juin 1841     |
| Eleazor M. Townsend     | Connecticut                       | 8 juin 1841 – 7 décembre 1843      |
| Newton Lane             | Kentucky                          | 7 décembre 1843 – 8 décembre 1847  |
| Nathan Sargent          | Vermont                           | 8 décembre 1847 – 15 janvier 1850  |
| Adam J. Glossbrenner    | Pennsylvanie                      | 15 janvier 1850 – 3 février 1860   |
| Henry William Hoffman   | Maryland                          | 3 février 1860 – 5 juillet 1861    |
| Edward Ball             | Ohio                              | 5 juillet 1861 – 8 décembre 1863   |
| Nehemiah G. Ordway      | New Hampshire                     | 8 décembre 1863 – 6 décembre 1875  |
| John G. Thompson        | Ohio                              | 6 décembre 1875 – 5 décembre 1881  |
| George W. Hooker        | Vermont                           | 5 décembre 1881 – 4 décembre 1883  |
| John P. Leedom          | Ohio                              | 4 décembre 1883 – 2 décembre 1889  |
| Adoniram J. Holmes      | Iowa                              | 2 décembre 1889 – décembre 1891    |
| Samuel S. Yoder         | Ohio                              | 8 décembre 1891 – 7 août 1893      |
| Herman W. Snow          | Illinois                          | 7 août 1893 – 2 décembre 1895      |
| Benjamin F. Russell     | Missouri                          | 2 décembre 1895 – 4 décembre 1899  |
| Henry Casson            | Wisconsin                         | 4 décembre 1899 – 4 avril 1911     |
| Uriah S. Jackson        | Indiana                           | 4 avril 1911 – 22 juin 1913        |
| Charles F. Riddell      | Indiana                           | 18 juillet 1912 – 7 avril 1913     |
| Robert B. Gordon        | Ohio                              | 7 avril 1913 – 19 mai 1919         |
| Joseph G. Rogers        | Pennsylvanie                      | 19 mai 1919 – 7 décembre 1931      |
| Kenneth Romney          | Montana                           | 7 décembre 1931 – 3 janvier 1947   |
| William F. Russell      | Pennsylvanie                      | 3 janvier 1947 – 3 janvier 1949    |
| Joseph H. Callahan      | Kentucky                          | 3 janvier 1949 – 3 janvier 1953    |
| William F. Russell      | Pennsylvanie                      | 3 janvier 1953 – 7 juillet 1953    |
| Lyle O. Snader          | Illinois                          | 8 juillet 1953 – 15 septembre 1953 |
| William R. Bonsell      | Pennsylvanie                      | 15 septembre 1953 – 5 janvier 1955 |
| Zeake W. Johnson Jr.    | Tennessee                         | 5 janvier 1955 – 30 septembre 1972 |
| Kenneth R. Harding      | Virginie                          | 1er octobre 1972 – 29 février 1980 |
| Benjamin J. Guthrie     | Virginie                          | 1er mars 1980 – 3 janvier 1983     |
| Jack Russ               | Maryland                          | 3 janvier 1983 – 12 mars 1992      |
| Werner Brandt           | Virginie                          | 12 mars 1992 – 4 janvier 1995      |
| Wilson Livingood        | Virginie                          | 4 janvier 1995 – 17 janvier 2012   |
| Paul D. Irving          | Floride                           | 17 janvier 2012 – présent          |

## Voir également
- Sergent d'arme du sénat des États-Unis
- Sergent d'arme